# Langues athapascanes méridionales
Pour les articles homonymes, voir Apache.
Les langues athapascanes méridionales ou langues apaches constituent une sous-famille des langues athapascanes regroupée dans la partie sud-ouest de l'Amérique du Nord. Ce sont les langues des divers peuples apaches et navajos. Elles sont parlées aux États-Unis, en Arizona, au Nouveau-Mexique, en Oklahoma, au Colorado et dans l'Utah, et l'ont été dans le passé au Texas et dans le nord-ouest du Mexique (Sonora et Chihuahua). Les autres langues athapascanes sont parlées dans le nord-ouest du Canada, en Alaska et sur la côte pacifique des États-Unis.
Les Apaches de l'ouest nomment leur langue Nnéé biyáti’ ou Ndéé biyáti’. Les Navajos appellent leur langue Diné bizaad.
Le plus célèbre personnage d'expression apache fut Geronimo (Goyaałé) qui parlait chiricahua.

## Classification
Les langues apaches sont au nombre de sept, que l'on peut diviser en deux groupes : (I) Plaines et (II) Sud-ouest. L'apache des Plaines est le seul membre du groupe des plaines. Le groupe du sud-ouest peut lui-même être divisé en deux sous-groupes : (A) Occidental et (B) Oriental. Le sous-groupe occidental comprend l'apache occidental, le navajo, le mescalero et le chiricahua. Le groupe oriental comprend le jicarilla et le lipan.
- Apaches des plaines
  - 1 Apache des Plaines
- Apaches du sud-ouest
  - Occidental
    - Chiricahua-Mescalero
      - 2. Chiricahua
      - 3. Mescalero

    - 4. Navajo
    - 5. Apache occidental

  - B. Oriental
    - 6. Jicarilla
    - 7. Lipan

Le mescalero et le chiricahua sont considérés comme des langues différentes, même s'ils sont mutuellement intelligibles (Ethnologue les regroupe dans une même langue). L'apache occidental et le navajo sont plus proches l'un de l'autre que chacun d'eux ne l'est du mescalero/chiricahua. Le lipan et l'apache des plaines sont pratiquement éteints (en fait il se pourrait que le lipan le soit déjà totalement). Le chiricahua est sévèrement menacé. Le mescalero, le jicarilla et l'apache occidental sont également considérés comme menacés, mais heureusement les enfants apprennent toujours ces langues. Le navajo est l'une des langues les plus vigoureuses d'Amérique du Nord (cependant son utilisation parmi les élèves du primaire a récemment baissé de 90 à 30 % (1998 N.Y. Times, April 9, p. A20)).

## Phonologie
Toutes les langues apaches ont des systèmes phonologiques plus ou moins similaires. La description ci-dessous se concentrera principalement sur l'apache occidental. On pourra s'attendre à trouver des variations mineures dans les autres langues par rapport à cette description (cf. (en) Navajo, Jicarilla, Chiricahua).

### Consonnes
Les langues apaches possèdent généralement un inventaire de consonnes similaire à l'ensemble de 33 consonnes ci-dessous (basé principalement sur l'apache occidental) :
|             |              | Bilabiale | Alvéolaire | Alvéolaire | Latérale | Palatale | Vélaire | Glottale |
| (Affriquée) |              | Bilabiale | Alvéolaire |            |          |          | Vélaire | Glottale |
| Occlusive   | Non aspirée  | [p]       | [t]        | [ts]       | [tɬ]     | [tʃ]     | [k]     |          |
| Occlusive   | Aspirée      |           | [tʰ]       | [tsʰ]      | [tɬʰ]    | [tʃʰ]    | [kʰ]    |          |
| Occlusive   | Éjective     |           | [t’]       | [ts’]      | [tɬ’]    | [tʃ’]    | [k’]    | [ʔ]      |
| Occlusive   | Prénasalisée | (mb)      | (nd/d/n)   |            |          |          |         |          |
| Nasale      | Simple       | [m]       | [n]        |            |          |          |         |          |
| Nasale      | Glottalisée  | [ˀm]      | [ˀn]       |            |          |          |         |          |
| Fricative   | Sourde       |           |            | [s]        | [ɬ]      | [ʃ]      | [x]     | [h]      |
| Fricative   | Voisée       |           |            | [z]        | [l]      | [ʒ]      | [ɣ]     |          |
| Spirante    | Spirante     |           |            |            |          | [j]      |         |          |

- Seuls le navajo et l'apache occidental possèdent des consonnes nasales glottalisées.

#### Écriture des consonnes
L'orthographe correspond assez bien à la prononciation des langues apaches (contrairement aux systèmes d'écriture du français, de l'anglais ou du vietnamien par exemple). La table ci-dessous présente chacune des notations phonétiques accompagnée du symbole orthographique correspondant :
| API  | prononciation | API   | prononciation | API   | prononciation | API  | prononciation |
| ---- | ------------- | ----- | ------------- | ----- | ------------- | ---- | ------------- |
| [t]  | d             | [tʰ]  | t             | [t’]  | t’            | [j]  | y             |
| [k]  | g             | [kʰ]  | k             | [k’]  | k’            | [h]  | h             |
| [ts] | dz            | [tsʰ] | ts            | [ts’] | ts’           | [ʔ]  | ’             |
| [tʃ] | j             | [tʃʰ] | ch            | [tʃ’] | ch’           | [l]  | l             |
| [tɬ] | dl            | [tɬʰ] | tł            | [tɬ’] | tł’           | [ɬ]  | ł             |
| [p]  | b             | [pʰ]  | p             | [mb]  | b/m           | [nd] | d/n/nd        |
| [s]  | s             | [ʃ]   | sh            | [m]   | m             | [n]  | n             |
| [z]  | z             | [ʒ]   | zh            | [ʔm]  | ’m            | [ʔn] | ’n            |
| [x]  | h             |       |               |       |               |      |               |
| [ɣ]  | gh            |       |               |       |               |      |               |

Quelques conventions orthographiques :
1. Les fricatives [h] et [x] s'écrivent toutes deux h. (voir aussi 2 ci-dessous)
2. La fricative [x] s'écrit habituellement h, mais après o elle s'écrit hw (qui peut se prononcer [xʷ]).
3. La fricative [ɣ] s'écrit gh la plupart du temps, mais avant i et e elle s'écrit y (qui peut se prononcer [ʝ]), et devant o elle s'écrit w (qui peut se prononcer [ɣʷ]).
4. Tous les mots commençant par une voyelle se prononcent avec un arrêt glottal (occlusive) ’ [ʔ]. Cet arrêt glottal ne s'écrit jamais quand il est en début de mot.
5. Quelques mots se prononcent soit d, soit n, soit nd, selon le dialecte du locuteur. Ceci est représenté dans la table des consonnes ci-dessus comme [nd]. C'est également vrai pour b et m dans quelques mots.
6. Dans de nombreux mots, n peut constituer une syllabe à lui tout seul [n̩]. L'orthographe ne l'indique pas.

### Voyelles
Les langues apaches comportent quatre voyelles de base correspondant à des positions linguales distinctes (comme indiqué dans l'orthographe pratique):
|          | Antérieures | Centrales | Postérieures |
| Hautes   | i           |           |              |
| Moyennes | e           |           | o            |
| Basses   |             | a         |              |

Ces voyelles peuvent également être brèves ou longues, orales ou nasales. Les voyelles nasales sont indiquées par le diacritique ogonek (ou crochet nasal) ˛ (tiré de l'orthographe polonaise) en apache occidental, navajo, chiricahua et mescalero, alors qu'en jicarilla les voyelles nasales sont indiquées par le soulignement de la voyelle. On obtient ainsi seize voyelles différentes :
|         |       | Hautes antérieures | Moyennes antérieures | Moyennes postérieures | Basses centrales |
| Orales  | court | i                  | e                    | o                     | a                |
| Orales  | long  | ii                 | ee                   | oo                    | aa               |
| Nasales | court | į                  | ę                    | ǫ                     | ą                |
| Nasales | long  | įį                 | ęę                   | ǫǫ                    | ąą               |

Les équivalents API des voyelles orales sont les suivants :
i = [ɪ],
ii = [iː],
e = [ɛ],
ee = [ɛː],
o = [o],
oo = [ʊː],
a = [ɐ],
aa = [ɑː].

#### Écriture des voyelles
En apache occidental, il existe une pratique d'écriture des voyelles o et oo sous la forme u dans certains contextes. Ces derniers n'incluent pas les voyelles nasalisées, ainsi ne rencontre-t-on jamais de u nasal dans l'orthographe. Cette pratique perdure encore aujourd'hui (peut-être de façon quelque peu illogique).
Cependant, dans les ouvrages de Harry Hoijer et d'autres linguistes américains, toutes les voyelles o s'écrivent o. De même, le navajo n'utilise pas la graphie u, et l'écrit logiquement o.
En chiricahua et en mescalero, cette voyelle s'écrit u dans tous les contextes (y compris le ų nasalisé).
On pourra observer des pratiques différentes dans les autres langues apaches.

### Tons
Les langues apaches sont des langues tonales. Hoijer et d'autres linguistes analysent les langues apaches comme disposant de 4 tons (suivant le système de transcription de l’alphabet phonétique américain ou APA) :
- haut (marqué par un accent aigu ´, exemple : á)
- bas (marqué par un accent grave `, exemple : à)
- montant (marqué par un háček ˇ, exemple : ǎ)
- descendant (marqué par un accent circonflexe ˆ, exemple : â)

Les tons montant et descendant sont les moins fréquents et apparaissent souvent sur les voyelles longues. Les tons sont portés par les voyelles, mais peuvent également l'être par le n syllabique (exemple : ń).
L'orthographe pratique a tenté de simplifier le système de transcription APA en représentant seulement le ton haut par un accent aigu, et en laissant le ton bas non indiqué :
- ton haut : á
- ton bas : a

Ainsi on écrit désormais niziz au lieu de nìzìz comme précédemment.
De plus, le ton descendant sur les voyelles longues est indiqué par une première voyelle non marquée, et un accent aigu sur la seconde, et vice versa pour le ton descendant :
- montant : aá (au lieu de : ǎ•)
- descendant : áa (au lieu de : â•)

Les voyelles nasales supportent également les tons, conduisant à deux diacritiques sur les voyelles à ton haut : ą́ (ce qui présente des problèmes pour l'informatisation). Récemment, de Reuse (à paraître) a découvert un ton moyen dans l'apache occidental, indiqué par le diacritique ¯, comme dans ō ou ǭ. En chiricahua, un ton descendant peut apparaître sur un n syllabique : n̂.
On trouvera ci-dessous quelques contrastes voyelliques mettant en jeu la nasalisation, le ton et la longueur, en chiricahua :
- chąą  'excréments'
- chaa  'castor'
- shiban  'ma peau de daim'
- shibán  'mon pain'
- bik’ai’  'ses hanches'
- bík’ai’  'sa belle-mère'
- hah’aał  'vous deux allez mâcher'
- hah’ał  'vous deux êtes en train de mâcher'

### Phonologie comparative
Les différences et similarités entre les langues apaches peuvent être observées dans la liste Swadesh modifiée et abrégée suivante :
|          | Navajo    | Chiricahua | Apache occidental (San Carlos) | Jicarilla | Lipan      |
| je       | shí       | shí        | shíí                           | shí       | shí        |
| tu       | ni        | ⁿdí        | ⁿdi                            | ni        | ⁿdí        |
| nous     | nihí      | náhí       | nohwíí                         | nahí      | nahí       |
| beaucoup | łą́        | łą́         | łą́ą́                            | łá        | łą́         |
| un       | ła’       | ła’        | ła’-                           | ła’       | ła’-       |
| deux     | naaki     | naaki      | naaki                          | naaki     | naaki      |
| grand    | -tso      | -tso       | -tso                           | -tso      | -tso       |
| long     | -neez     | -neez      | -neez                          | -ⁿdees    | -ⁿdiis     |
| petit    | -yáázh    | -zą́ą́yé     | -zhaazh                        | -zhááh    | -zhą́ą́yí    |
| femme    | ’asdzání  | ’isdzáń    | ’isdzánhń                      | ’isdzání  | ’isdzání   |
| homme    | diné      | nⁿdé       | nnéé                           | diⁿdé     | diⁿdí      |
| poisson  | łóó’      | łóí’       | łóg                            | łógee     | łǫ́’        |
| chien    | łééchą́ą́’í | kéjaa      | łį́į́chaayáné                    | łį́’chaa’á | nii’łį́     |
| pou      | yaa’      | yaa        | yaa’                           | yaa’      | yaa        |
| arbre    | tsin      | tsin       | ch’il                          | nooshchíí | chish      |
| feuille  | -t’ąą’    | -t’ąą      | -t’ąą’                         | -t’ąą’    | -t’ąą’     |
| viande   | -tsį’     | -tsįį      | -tsį’                          | -tsį      | -tsįį      |
| sang     | dił       | dił        | dił                            | dił       | dił        |
| os       | ts’in     | ts’į’      | ts’in                          | -ts’in    | -ts’įh     |
| graisse  | -k’ah     | k’ah       | k’ah                           | xéh       | xáí        |
| œuf      | -ghęęzhii | -gheezhe   | -ghęęzh                        | -gheezhi  | -ghaish    |
| corne    | -dee’     | -dee’      | -dee’                          | -dee’     | -dii’      |
| queue    | -tsee’    | -tsee’     | -tsee’                         | -tsee’    | -dzistsii’ |
| plume    | -t’a’     | -t’a’      | -t’a’                          | -t’a’     | -t’a’      |
| cheveux  | -ghaa’    | -ghaa      | -ghaa                          | -ghaa’    | -ghaa      |
| tête     | -tsii’    | -tsii      | -tsii                          | -tsii     | -tsii’     |
| oreille  | -zhaa’    | -zhaa      | -jaa                           | -jaa      | -jaa       |
| œil      | -náá’     | -ⁿdáa      | -náá                           | -ⁿdáá     | -ⁿdáa      |
| nez      | -´-chį́į́h  | -´-chį́     | -chį́h                          | -chį́sh    | -´-chį́sh   |
| bouche   | -zéé’     | -zé        | -zé’                           | -zé’      | -zí’       |
| dent     | -ghoo’    | -ghoo      | -ghoo’                         | -ghoo     | -ghoo      |
| langue   | -tsoo’    | -zaade     | -zaad                          | -zaadi    | -zaadi     |
| griffe   | -s-gaan   | -s-gan     | -gan                           | -s-gan    | -s-gąą     |
| pied     | -kee’     | -kee       | -kee’                          | -kee      | -kii       |
| genou    | -god      | -go’       | -god                           | -go’      | -goh       |
| main     | -´-la’    | -laa       | -la’                           | -la’      | -laa’      |

## Grammaire

### Typologie
Les langues apaches sont pour la plupart fusionnelles, polysynthétiques et nominatives-accusatives . Ces langues sont souvent considérées comme des langues non configurationnelles. L'ordre normal des mots est de type Sujet-Objet-Verbe (SOV), ce que l'on peut constater dans l'exemple suivant en navajo :
- Mósí  tsídii yiníł’į́   'Le chat regarde l'oiseau.'
  - Sujet  =  mósí  "chat"
  - Objet  =  tsídii  "oiseau"
  - Verbe  =  yiníł’į́  "regarde"

La modification des mots dans les langues apaches s'effectue principalement par des préfixes, ce qui est inhabituel dans des langues SOV, où ce sont habituellement des suffixes qui sont utilisés.
Les verbes sont en proportion élevée dans les langues apaches, pour relativement peu de noms. Outre les verbes et les noms, elles possèdent des pronoms, des clitiques aux fonctions diverses, des démonstratifs, des numéraux, des adverbes et des conjonctions, parmi d'autres. Harry Hoijer a regroupé tous ces types de mots en une classe unique, sous la dénomination de particules. Cette classification fournit ainsi trois catégories grammaticales :
1. verbes
2. noms/postpositions
3. particules

On remarquera qu'aucune catégorie ne correspond directement à la notion d'adjectif. Les notions adjectivales sont en effet fournies par la catégorie des verbes.

### Noms
Les noms sont principalement de l'un des types suivants (avec divers sous-types) :
1. noms simples
2. noms composés
3. noms dérivés de verbes ou d'expressions verbales (déverbaux)

Les noms simples sont composés d'un radical unique (habituellement une seule syllabe), comme
- Chiricahua: kųų "feu", et
- Navajo: sǫ’ "étoile".

Les autres noms sont composés de la racine et d'un ou plusieurs préfixes, comme
- Navajo: dibé "mouton" (< di- + -bé; racine : -bé)

ou de la racine et d'un suffixe, comme
- Chiricahua: dlų́í "chien de prairie" (< dlų́- + -í; racine : dlų́-).

Les préfixes ajoutés peuvent être lexicaux ou bien flexionnels (par exemple des préfixes personnels indiquant la possession). Il n'y a pas beaucoup de noms simples dans les langues apaches, mais ils constituent la partie la plus ancienne du lexique et par là même sont essentiels aux comparaisons entre les diverses langues.
Certains noms composés peuvent comporter plus d'une racine, comme
- Chiricahua: kųųbąą "foyer" (< kųų "feu" + bąą "bord"), et
- Navajo: tsésǫ’ "verre" (< tsé "rocher" + sǫ" étoile").

Les types suivants constituent d'autres types de composition, de nombreuses autres combinaisons étant possibles :
- racine nominale + postposition
- racine nominale + racine verbale
- racine nominale + postposition + racine nominale

Le type de nom le plus commun est le nom déverbal (c'est-à-dire dérivé d'un verbe). De tels noms sont formés pour la plupart en ajoutant un enclitique nominalisant, comme -í en apache occidental ou -í en navajo, à la fin de l'expression verbale. Le mot navajo suivant en fournit un exemple :
- ná’oolkiłí "horloge" (lit. "une chose se meut lentement dans un cercle")

Beaucoup de ces noms peuvent être assez complexes, comme l'exemple suivant en navajo :
- chidí naa’na’í bee’eldǫǫhtsoh bikáá’ dah naaznilígíí "char d'assaut" (lit. "un véhicule sur le dessus duquel ils s'asseyent, qui rampe, et qui a un grand appendice dont sortent des explosions")

D’autres noms déverbaux n'ont pas d'enclitique nominalisant, comme les exemples suivants en navajo :
- Hoozdo "Phoenix, Arizona" (lit. "l'endroit est chaud")
- ch’é’étiin "porche" (lit. "une chose a un chemin horizontalement dehors")

#### Flexion des noms

##### Possessif
La plupart des noms peuvent subir une flexion pour montrer la possession. Les noms simples, les noms composés, et quelques noms déverbaux subissent la flexion par adjonction d'un préfixe personnel au nom de base, comme dans les noms possessifs suivants en chiricahua :
- shibán  "mon pain"   (shi- première personne du singulier + bán "pain")
- nibán  "ton pain"   (ni- deuxième pers. sg.)
- bibán  "son pain"   (bi- troisième pers. sg.)
- ibán  "le pain de quelqu'un"   (i- indéfini)

On peut construire des expressions possessives plus longues, telles que les expressions navajo suivantes :
- Jean bibááh "le pain de Jean"   (bi- troisième pers. sg., bááh "pain")
- shimá bibááh "le pain de ma mère"   (shi- première pers. sg., -má "mère")
- bimá bibááh "le pain de sa mère"
- Jean bimá bibááh "le pain de la mère de Jean"

### Verbes
L'élément fondamental dans les langues apaches est le verbe, et il est notoirement complexe. Les verbes sont composés d'une racine à laquelle sont attachés des préfixes flexionnels et/ou dérivationnels. Tout verbe doit posséder au moins un préfixe. Les préfixes sont attachés au verbe dans un ordre précis.
Le verbe apache peut être découpé en différents composants morphologiques. La racine verbale est composée d'une racine abstraite et d'un suffixe ayant souvent fusionné avec elle. La racine verbale combinée à un préfixe classificateur (et parfois à d'autres préfixes thématiques) constitue le thème verbal. Le thème est alors combiné avec des préfixes dérivationnels qui à leur tour forment la base du verbe. Enfin, des préfixes flexionnels (que Young et Morgan appellent "préfixes paradigmatiques") sont attachés à la base, produisant ainsi un verbe complet. On peut représenter schématiquement ce processus dans le tableau ci-dessous :
| racine abstraite |                                                                |
| racine verbale   | = racine abstraite + suffixe                                   |
| thème            | = racine verbale + classificateur (+ préfixe(s) thématique(s)) |
| base             | = thème + préfixe(s) dérivationnel(s)                          |
| verbe            | = base + préfixe(s) inflexionnel(s)                            |

#### Modèles verbaux
Les préfixes qui interviennent dans la construction d'un verbe sont ajoutés dans un ordre précis qui est fonction du type de préfixe. Ce type de morphologie est appelé un modèle de classe de positions (ou modèle slot-and-filler). La table ci-dessous présente une proposition récente concernant le modèle de verbe navajo (Young et Morgan 1987). Edward Sapir et Harry Hoijer ont été les premiers à proposer une analyse de ce type. Un verbe donné pourra ne pas avoir de préfixe dans toutes les positions possibles; en fait la plupart des verbes navajo ne sont pas aussi complexes que le modèle semblerait le suggérer.
Le verbe navajo est composé de trois parties principales :
| préfixes disjoints | préfixes conjoints | racine verbale |
| ------------------ | ------------------ | -------------- |

Ces trois parties peuvent être subdivisées en 11 positions, certaines d'entre elles pouvant à leur tour avoir des subdivisions supplémentaires :
| Disjoints | Disjoints          | Disjoints                  | Disjoints | Disjoints  | Disjoints   | Disjoints | Disjoints           |
| --------- | ------------------ | -------------------------- | --------- | ---------- | ----------- | --------- | ------------------- |
| 0         | 1a                 | 1b                         | 1c        | 1d         | 1e          | 2         | 3                   |
| objet     | postposition nulle | dérivationnel / thématique | réflexif  | réversible | semelfactif | itératif  | pluriel distributif |

| Conjoints    | Conjoints       | Conjoints                         | Conjoints                         | Conjoints                   | Conjoints       | Conjoints | Conjoints      | racine verbale |
| ------------ | --------------- | --------------------------------- | --------------------------------- | --------------------------- | --------------- | --------- | -------------- | -------------- |
| 4            | 5               | 6a                                | 6b                                | 6c                          | 7               | 8         | 9              | 10             |
| objet direct | sujet déictique | aspect thématique / dérivationnel | aspect thématique / dérivationnel | transitionnel / semelfactif | modal-aspectuel | sujet     | classificateur | racine verbale |

Bien que les préfixes se trouvent généralement dans une position spécifique, leur ordre peut changer par le processus de métathèse.
Par exemple, le préfixe navajo ’a- (pronom objet 3i) précède habituellement di-, comme dans
- adisbąąs 'Je me mets à conduire une sorte de véhicule muni de roues' [<  ’a- + di- + sh- + ł + -bąąs].

Cependant, quand ’a- est accompagné des préfixes di- et ni-, le ’a- métathèse avec di-, conduisant à un ordre di- + ’a- + ni-, comme dans
- di’nisbąąs 'Je suis en train de conduire un véhicule (sous-entendu 'en me dirigeant vers quelque chose') et de me retrouver coincé' [< di-’a-ni-sh-ł-bąąs < ’a- + di- + ni- + sh- + ł + -bąąs]

au lieu du adinisbąąs (’a-di-ni-sh-ł-bąąs) attendu (’a- se réduit à ’-). La métathèse est conditionnée par l'environnement phonologique (Young et Morgan 1987:39).

#### Dérivation des verbes, mode et aspect
La forme des racines verbales varie avec l'aspect et le temps. Le phénomène d'alternance (ablaut) implique principalement les voyelles (changement de voyelle, de longueur de voyelle, ou de nasalité) et le ton, mais parfois concerne la suffixation d'une consonne finale. Les racines verbales chiricahua présentées ci-dessous ont cinq formes différentes qui correspondent à mode :
|  |  | forme de la racine | mode                    | forme de la racine | mode                                   |
|  |  | -k’áásh            | imperfectif ('affûter') | -ghee              | imperfectif ('se déplacer rapidement') |
|  |  | -k’aazh            | perfectif               | -ghu               | perfectif                              |
|  |  | -k’ash             | progressif              | -ghuł              | progressif                             |
|  |  | -k’ash             | itératif                | -ghu               | itératif                               |
|  |  | -k’áásh            | optatif                 | -ghee              | optatif                                |

Chaque mode peut aussi se rencontrer sous différents aspects, tels que momentané, continu, répétitif, semelfactif, etc. Par exemple, une racine verbale peut être momentanément imperfective, momentanément optative, etc. La conjugaison (partielle) présentée ci-dessous illustre la racine verbale navajo -’aah/-’ą́ "manipuler un objet solide arrondi" sous différents aspects du même mode :
|  |  | forme de la racine | mode        | aspect      | exemple de verbe | exemple de verbe           |
|  |  | -’aah              | imperfectif | momentané   | haash’aah        | 'Je l'extrais'             |
|  |  | -’á                | imperfectif | continuatif | naash’á          | 'Je le transporte'         |
|  |  | -’a’               | imperfectif | distributif | bitaash’a’       | Je le passe à chacun d'eux |
|  |  | -’ááh              | imperfectif | réversatif  | náhásh’ááh       | Je le retourne             |

Cette même racine verbale -’aah/-’ą́ "manipuler un objet solide arrondi" possède un total de 26 combinaisons de 5 modes et 6 aspects :
|               | Imperfectif | Perfectif | Progressif- futur | Usitatif- itératif | Optatif |
| Momentané     | ’aah        | ’ą́        | ’ááł              | ’ááh               | ’ááł    |
| Continuatif   | ’á          | ’ą́        | ’aał              | ’aah               | ’aał    |
| Distributif   | ’a’         | ’ą́        | ’aał              | ’aah               | ’a’     |
| Réversatif    | ’ááh        | ’ą́        | ’ááł              | ’ááh               | ’ááł    |
| Transitionnel | ’aah        | ’a’       | ’aał              | ’aah               | ’aah    |
| Conatif       | ’ááh        | -         | -                 | -                  | -       |

Bien qu'il y ait 26 combinaisons pour ce verbe, le degré d'homophonie est élevé, de sorte qu'il n'existe que 7 formes différentes pour la racine verbale (-’aah, -’ááh, -’aał, -’ááł, -’a’, -á, -’ą́). Pour compliquer les choses, des verbes différents ont des modèles différents d'homophonie : certains verbes n'ont qu'une seule forme de racine verbale pour toutes les combinaisons mode-aspect, d'autres en ont cinq, etc., et toutes les racines verbales ne se rencontrent pas dans les mêmes combinaisons mode-aspect. De plus, les diverses formes de racines verbales des différents verbes se forment différemment.

#### Verbes classificateurs
Les langues apaches possèdent des racines verbales qui classifient un objet particulier selon sa forme ou d'autres caractéristiques physiques, en plus de décrire son mouvement ou son état. Elles sont connues en linguistique athapascane comme des racines verbales classificatrices. Elles sont généralement identifiées par une étiquette acronymique. On distingue en navajo 11 racines verbales principales gérant la classification, dont la liste est présentée ci-dessous (dans le mode perfectif). Les autres langues apaches ont un ensemble de racines légèrement différentes.
| Classifier+Stem | Label | Explication          | Exemples                                                     |
| --------------- | ----- | -------------------- | ------------------------------------------------------------ |
| -'ą́             | SRO   | Objet solide arrondi | bouteille, balle, botte, boîte...                            |
| -yį́             | LPB   | Charge, fardeau      | balluchon, sac, selle...                                     |
| -ł-jool         | NCM   | Matière non compacte | touffe de cheveux ou d'herbe, nuage, brouillard...           |
| -lá             | SFO   | Objet mince flexible | corde, chaussettes, oignons frits...                         |
| -tą́             | SSO   | Objet mince rigide   | flèche, bracelet, scie...                                    |
| -ł-tsooz        | FFO   | Objet plat flexible  | drap, manteau, sac à provisions...                           |
| -tłéé'          | MM    | Matériau en bouillie | crème, boue, vomi...                                         |
| -nil            | PLO1  | Objets pluriels 1    | œufs, balles, animaux, pièces de monnaie...                  |
| -jaa'           | PLO2  | Objets pluriels 2    | billes, graines, sucre, insectes...                          |
| -ką́             | OC    | Contenant ouvert     | verre de lait, cuillérée de nourriture, poignée de farine... |
| -ł-tį́           | ANO   | Objet animé          | microbe, personne, corps, poupée...                          |

Contrairement au français, le navajo n'a pas de verbe simple correspondant à l'action de donner. Par exemple, l'expression Donne-moi du foin ! s'exprime en navajo par le verbe níłjool (NCM), alors que pour Donne-moi une cigarette !, on emploie le verbe nítįįh (SSO). L'action de donner pourra s'exprimer en navajo par 11 verbes différents, selon les caractéristiques de l'objet considéré.
Outre la définition des propriétés physiques de l'objet, les racines verbales classificatrices principales permettent aussi de distinguer le mode de déplacement de l'objet. On peut alors regrouper les racines verbales en trois catégories :
1. prise
2. propulsion
3. vol libre

La prise inclut les actions telles que porter, abaisser et prendre. La propulsion inclut les actions de lancer, lâcher et jeter. Le vol libre inclut les chutes et le vol à proprement parler.
Un exemple pour la catégorie navajo SRO donne
1. -'ą́  manipuler (un objet arrondi),
2. -ne'  jeter (un objet arrondi), et
3. -l-ts'id  (un objet arrondi) se déplace de façon indépendante.

Les langues apaches possèdent également des racines verbales similaires à ce que Young et Morgan (1987) appellent verbes classificateurs secondaires.

#### Alternanceyi-/bi-(animéité)
Comme la plupart des langues athapascanes, les langues apaches utilisent plusieurs degrés dans l'animéité des objets grammaticaux, certains noms prenant des formes particulières selon leur rang dans la hiérarchie d'animéité. Par exemple, les noms en navajo peuvent se classer selon une échelle continue qui va du plus animé (un être humain ou un éclair) au moins animé (une idée abstraite) (Young et Morgan 1987: 65-66) :
humains/éclairs → bébés/grands animaux → animaux de taille moyenne → petits animaux → insectes → phénomènes naturels → objets inanimés/plantes → idées abstraites
En général, le nom le plus animé d'une phrase doit apparaître en premier, et le moins animés en deuxième. Si les deux noms ont le même rang dans la hiérarchie, alors l'ordre est libre. Ainsi, les deux phrases exemples (1) et (2) sont correctes. Le préfixe yi- sur le verbe indique que le premier nom est le sujet, et le préfixe bi- indique que le deuxième est le sujet.
| (1) | Ashkii                        | at'ééd | yiníł'į́.   |
|     | garçon                        | fille  | yi-regarde |
|     | 'Le garçon regarde la fille.' |        |            |

| (2) | At'ééd                                 | ashkii | biníł'į́.   |
|     | fille                                  | garçon | bi-regarde |
|     | 'La fille est regardée par le garçon.' |        |            |

Mais la phrase exemple (3) semble incorrecte à la plupart des locuteurs navajo car le nom le moins animé est placé avant le plus animé :
| (3) | * Tsídii                                    | at'ééd | yishtąsh.               |
|     | oiseau                                      | fille  | yi-donne un coup de bec |
|     | 'L'oiseau donna un coup de bec à la fille.' |        |                         |

Pour obtenir une phrase correcte, le nom de plus animé doit être placé en premier, comme dans la phrase (4) :
| (4) | At'ééd                                        | tsídii | bishtąsh.               |
|     | fille                                         | oiseau | bi-donne un coup de bec |
|     | 'La fille a reçu un coup de bec de l'oiseau.' |        |                         |

## Codes
- Code de langue IETF : apa